# توزينت
توزينت (بالأمازيغية: ⵜⵓⵣⵉⵏⵜ Tuzint) هي قرية وجماعة قروية تابعة لإقليم قلعة السراغنة التابع لجهة مراكش آسفي بالمغرب. بلغ مجموع عدد سكان الجماعة القروية سنة 2004 حوالي 5.111 نسمة يعيشون في 813 أسرة.

## إحصاء عام
| السنة | عدد السكان | عدد الأسر | عدد الأجانب |
| ----- | ---------- | --------- | ----------- |
| 1994  | 4785       | 709       | °°°°        |
| 2004  | 5111       | 813       | 0           |